# Karl Dopffel
Karl Dopffel (* 25. April 1890 in Reutlingen; † 23. Juni 1974) war ein deutscher Jurist.

## Werdegang
Dopffel, Sohn des evangelischen Dekans Hermann Dopffel und evangelischer Konfession, studierte Rechtswissenschaften in Tübingen, Berlin und Leipzig. Er war seit 1909 Mitglied der Studentenverbindung Normannia Tübingen (1934–1935 Burschenschaft Normannia Tübingen in der DB). Er legte 1915 die erste und Winter 1920/21 die zweite juristische Dienstprüfung ab.
Er war ab 1940 Oberlandesgerichtsrat in Stuttgart. Von 1949 bis 1950 war er richterliches Mitglied des Staatsgerichtshofes für das Land Württemberg-Hohenzollern.
Von 1950 bis 1955 war er Richter beim Rückerstattungsgericht in der französischen Besatzungszone, dem Cour Supérieure pour les Restitutions (CSR) in Rastatt. Von 1955 bis 1961 war er Richter beim Obersten Rückerstattungsgericht in Herford.
Von 1951 bis 1956 war er Präsident des Landgerichts Tübingen.